# Депердисен
Депердисен је француски борбени једномоторни, једнокрилни, двоседи, извиђачки авион коришћен у ратовима пре и за време Првог светског рата.

## Пројектовање и развој
Када је 1911. године Арман Депердисен основао фирму за производњу авиона СПАД придружили су му се инжењери Луј Бешеро и Фредерик Колховена. Као резултат овог удруживања произашао је 1912. године авион који је освојио неколико брзинских рекорда. Већ 1913. године фирма СПАД је произвела 100 авиона типа Т, ТТ и Д. Негде у то време контролу над овом фирмом је преузео Луј Блерио. Авиони које је производио СПАД су били веома аеродинамични а први су почели са производњом трупа у монокок конструкцији (Депредисен Д). Монокок конструкција је облик трупа авиона у коме и оплата има функцију носеће структуре авиона.

## Опис
Авион је био једнокрилац дрвене конструкције са крилима пресвучених платном, труп је био дрвене решеткасте конструкције опшивен дрвеном лепенком. Погонио га је ротативни мотор ваздухом хлађен са дрвеном вучном елисом фиксног корака.

### Варијанте авиона
- Депердисен Type A - једносед спортски са мотором Clerget 50 KS (37 kW).
- Депердисен Type B - двосед са мотором Gnome 70 KS (52 kW).
- Депердисен Type C - Стандардни тандем двосед за крстарење, извиђање и обуку, са ротативним мотором Gnome 7B снаге 70 KS (52 kW).
- Депердисен Type D - једносед, спортски, размах крила 6,65m, конструкција трупа дрвена монокок, покреће га 14-то цилиндрични мотор Gnome са ваздушним хлађењем, снаге 160 KS (120 kW) ротативни клипни звездасти мотор, постигао брзински рекорд 206 km/h 1913. године.
- Депердисен Type T - Двоседи извиђач размаха крила 10,63 m, покреће га мотор Gnome[тражи се извор] 80 KS (60 kW) ротативни клипни звездасти мотор.
- Депердисен Type TT - Двоседи извиђач размаха крила 10,97 m, покреће га мотор Gnome 80 KS (60 kW) ротативни клипни звездасти мотор.
- Депердисен хидроавион - Двоседи хидроавион размаха крила 13,49 m, покреће га 14-то цилиндрични мотор Gnome са ваздушним хлађењем, снаге 160 KS (120 kW) ротативни клипни звездасти мотор. Освајач Шнајдеровог купа 1913. године

## Оперативно коришћење
Овај авион је био веома брз за то време тако да су са њим оборена три брзинска светска рекорда: први је био 13. јануара 1912. са пилотом Јулијус Бедринес рекорд је износио 145,161 km/h, исти пилот је 9. септембра 1912. са тим авионом оборио рекорд и постигао брзину од 174.100 km/h и трећи пут је пилот Марсел Превост 29. септембра 1913. постигао брзину од 203,850 km/h.

Војну верзију овог авиона су купиле многе земље. Као извиђачки авион је служио у ратовима пре и за време Првог светског рата. Два ова авиона је 1912. године купила Краљевина Србија и наменила их унајмљеним француским пилотима који ће помоћи неискусним српским пилотима да овладају летачком вештином и већ 1913. године их користила у балканском рату. Авиони Депердисен Type T који су се користили у Краљевини Србији нису били наоружани и служили су искључиво као извиђачи.

## Земље које су користиле овај авион
| - Француска - Велика Британија - Белгија - Турска - Русија | - Србија - Парагвај - Португалија - Шпанија - Немачко царство |